# Mathias (Patriarch)

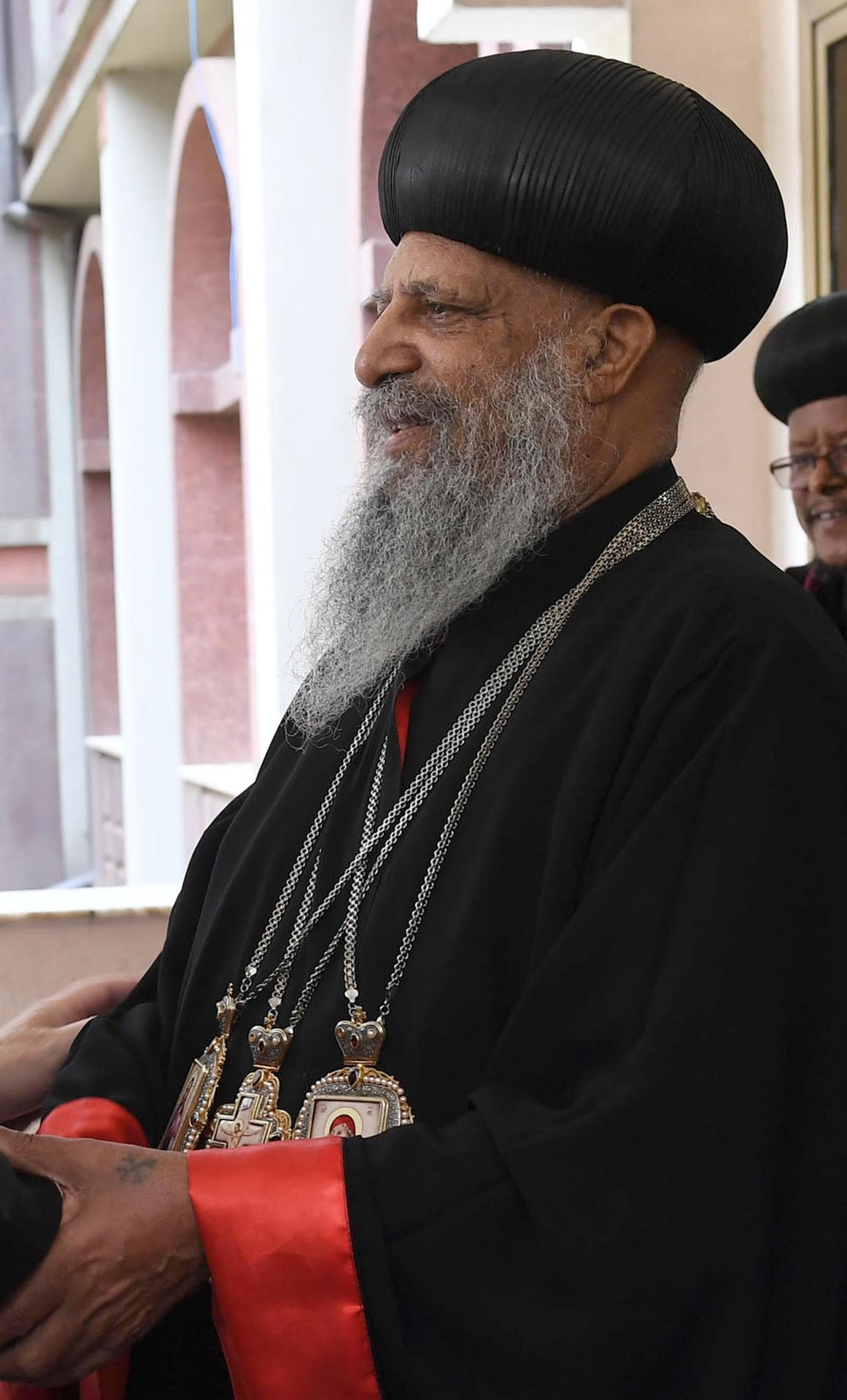
Abune Mathias, 2018

Abune Mathias (* 1941/42 in Sebuha, Distrikt Agame, Tigray (Nord-Äthiopien) als Teklemariam Asrat) ist seit 2013 Patriarch der Äthiopisch-Orthodoxen Tewahedo-Kirche. Sein voller Titel ist Seine Heiligkeit Abune Mathias, Sechster Patriarch und Katholikos von Äthiopien, Echege des Stuhls St. Takla Haymanot und Erzbischof von Axum.

## Leben
Der nach dem Äthiopischen Kalender 1934 geborene Teklemariam, wurde 1954 von Abune Markos zum Diakon und 1963 zum Priester geweiht. Er wurde zum neuen äthiopisch orthodoxen Bischof von Jerusalem ernannt, wobei er den Bischofsnamen Abune Mathias annahm. Nach 1992 wurde er Erzbischof von Nordamerika und später Erzbischof der Vereinigten Staaten.